# Kjonggi
Kjonggi (Gyeonggi) Dél-Korea egyik tartománya, székhelye Szuvon (Suwon). Szöul a tartomány szívében helyezkedik el, azonban 1946 óta közigazgatásilag független tőle.

## Földrajza
Északon Észak-Korea Észak-Hvanghe (Hwanghae) és Dél-Hvanghe (Hwanghae) tartománya határolja, keleten Kangvon (Gangwon), délen Dél-Cshungcshong (Chungcheong), nyugaton pedig a Sárga-tenger. Keresztül folyik rajta a Han folyó. Területe 10 171 km².

## Történelme
A terület már az őskorban is lakott volt, a Joncshon (Yeoncheon) megyében talált őskőkorszaki és a Hanamban felfedezett újkőkorszaki leletek alapján.
I.e. a 2. században a Mahan-konföderáció 54 kis államából tíz volt a mai Kjonggi területén. Ondzso (Onjo) király, Pekcse (Baekje) uralkodója i.e. 18-ban a hanami várat jelölte ki tartományi székhelyül. Az ötödik század közepére a terület a Kogurjo (Goguryeo) királyság alá tartozott, 553-tól pedig Silla alá.
A terület a Kjonggi nevet a Korjo (Goryeo)-dinasztia idejében kapta, 1018-ban. A Kjong (Gyeong) jelentése „a király által választott főváros”, míg a gi jelentése „a király rezidenciájának 150 kilométeres körzetében található terület”.
A Csoszon-dinasztia Hanjang (Hanyang)ot választotta székhelyéül és a 14. században újrarajzolta a tartomány határait is, ezek nagyjából ma is érvényesek.

## Közigazgatása
| Térkép    | #                         | Név    | Hangul | Handzsa (Hanja) | Népesség (2015) |
| --------- | ------------------------- | ------ | ------ | --------------- | --------------- |
|           |                           |        |        |                 |                 |
| — Város — |                           |        |        |                 |                 |
| 1         | Szuvon (Suwon)            | 수원   | 水原   | 1 194 313       |                 |
| 2         | Szongnam (Seongnam)       | 성남   | 城南   | 948 757         |                 |
| 3         | Kojang (Goyang)           | 고양   | 高陽   | 990 073         |                 |
| 4         | Jongin (Yongin)           | 용인   | 龍仁   | 971 327         |                 |
| 5         | Pucshon (Bucheon)         | 부천   | 富川   | 843 794         |                 |
| 6         | Anszan (Ansan)            | 안산   | 安山   | 747 035         |                 |
| 7         | Anjang (Anyang)           | 안양   | 安養   | 585 177         |                 |
| 8         | Namjangdzsu (Namyangju)   | 남양주 | 南楊州 | 629 061         |                 |
| 9         | Hvaszong (Hwaseong)       | 화성   | 華城   | 608 725         |                 |
| 10        | Idzsongbu (Uijeongbu)     | 의정부 | 議政府 | 421 579         |                 |
| 11        | Sihung (Siheung)          | 시흥   | 始興   | 425 184         |                 |
| 12        | Phjongthek (Pyeongtaek)   | 평택   | 平澤   | 457 873         |                 |
| 13        | Kvangmjong (Gwangmjong)   | 광명   | 光明   | 338 509         |                 |
| 14        | Phadzsu (Paju)            | 파주   | 坡州   | 415 345         |                 |
| 15        | Kunpho (Gunpo)            | 군포   | 軍浦   | 285 721         |                 |
| 16        | Kvangdzsu (Gwangju)       | 광주   | 廣州   | 310 278         |                 |
| 17        | Kimpho (Gimpo)            | 김포   | 金浦   | 352 683         |                 |
| 18        | Icshon (Icheon)           | 이천   | 利川   | 209 003         |                 |
| 19        | Jangdzsu (Yangju)         | 양주   | 楊州   | 205 988         |                 |
| 20        | Kuri (Guri)               | 구리   | 九里   | 180 063         |                 |
| 21        | Oszan (Osan)              | 오산   | 烏山   | 213 840         |                 |
| 22        | Anszong (Anseong)         | 안성   | 安城   | 194 765         |                 |
| 23        | Ivang (Uiwang)            | 의왕   | 義王   | 154 879         |                 |
| 24        | Phocshon (Pocheon)        | 포천   | 抱川   | 163 388         |                 |
| 25        | Hanam                     | 하남   | 河南   | 154 838         |                 |
| 26        | Tongducshon (Dongducheon) | 동두천 | 東豆川 | 97 424          |                 |
| 27        | Kvacshon (Gwacheon)       | 과천   | 果川   | 64 817          |                 |
| 28        | Jodzsu (Yeoju)            | 여주   | 驪州   | 109 937         |                 |
| — Megye — |                           |        |        |                 |                 |
| 29        | Jangphjong (Yangpyeong)   | 양평군 | 楊平郡 | 101 930         |                 |
| 30        | Kaphjong (Gapyeong)       | 가평군 | 加平郡 | 58 909          |                 |
| 31        | Joncshon (Yeoncheon)      | 연천군 | 漣川郡 | 43 846          |                 |

## Turizmus
A tartomány Jongin (Yongin) városánál található az Everland élménypark, Dél-Korea legnagyobb ilyen létesítménye. Ugyancsak itt található a Koreai Szabadtéri Néprajzi Múzeum, nem messze Everlandtől, ahol számos rendezvényt is tartanak a koreai népi szokások bemutatására. Itt forgatták a Moon Embracing the Sun című sorozat egyes jeleneteit is. Szintén Jongin a helyszíne az MBC csatorna saját építésű, MBC Dramia (MBC 드라미아, MBC Turamia (Deuramia)) elnevezésű szabadtéri stúdiójának, ahol olyan sorozatokat forgattak, mint a Csumong (Jumong), A Silla királyság ékköve vagy A királyi ház titkai. Kojang (Goyang)ban épül egy, a koreai hullám népszerűségét megcélzó élménypark Hallyuworld néven, ahol egy 18 000 férőhelyes, kifejezetten K-pop-koncertekre specializálódó stadion is lesz.

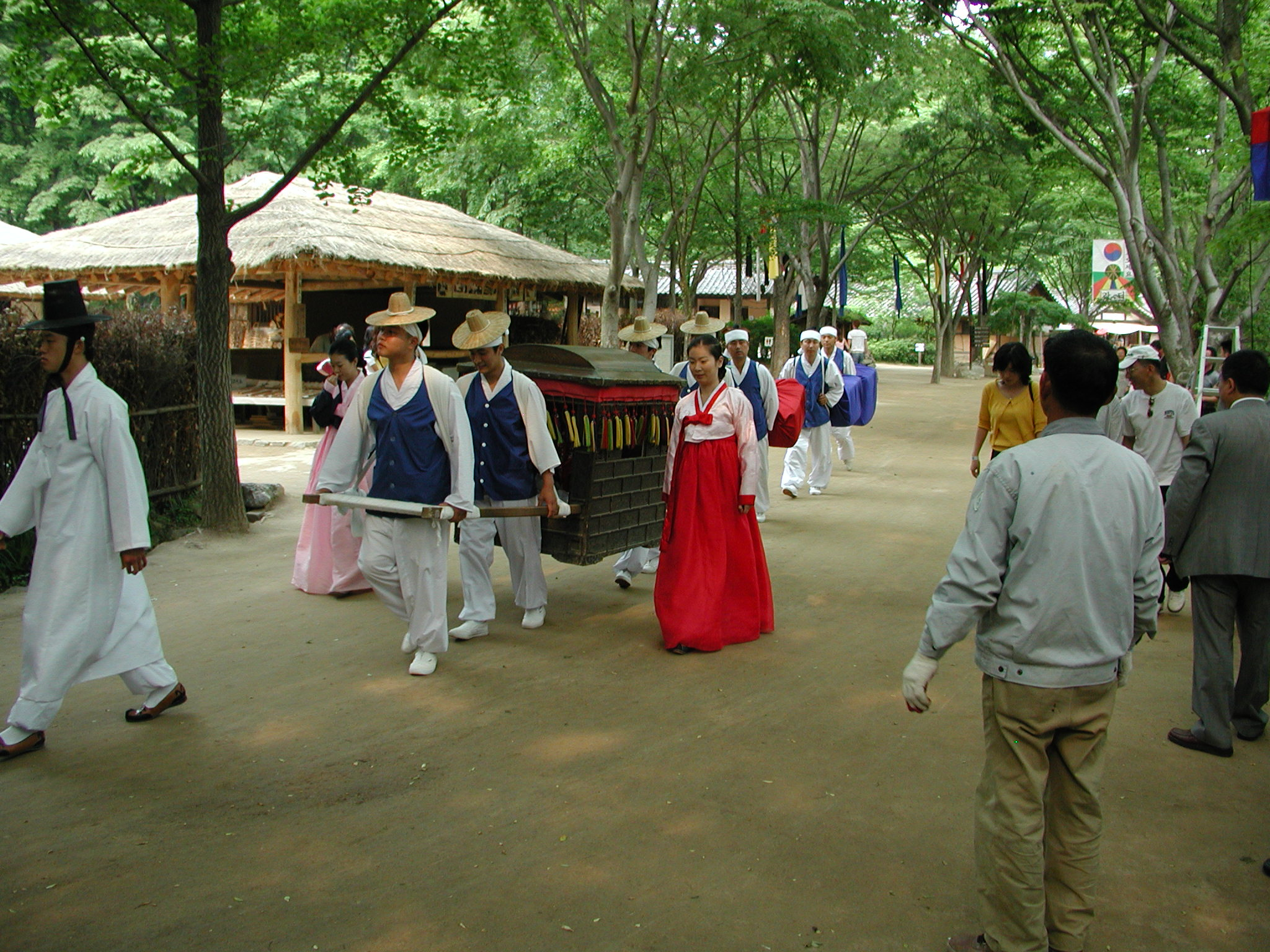
Népviseletbe öltözött emberek a Koreai Szabadtéri Néprajzi Múzeumban
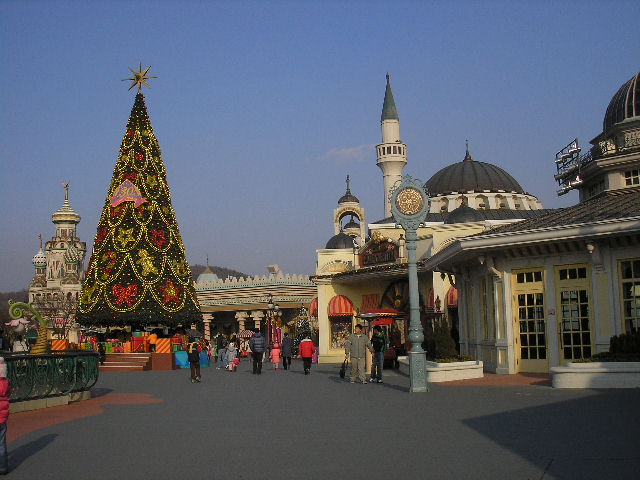
Everland

## Sport
Szuvon (Suwon) városában található a Suwon World Cup Stadium, mely a Suwon Samsung Bluewings csapat pályája. Szongnam (Seongnam) első osztálybeli labdarúgóklubja, a Szongnam (Seongnam) FC (성남 시민구단) az ország egyik legsikeresebb labdarúgócsapata. A másodosztályban négy csapat, a Suwon FC, az FC Anyang, a Bucheon FC 1995 és a Goyang Hi FC szerepel.